# La Selva Beach
La Selva Beach es un lugar designado por el censo ubicado en el condado de Santa Cruz en el estado estadounidense de California. En el año 2010 tenía una población de 2,843 habitantes.

## Geografía
La Selva Beach se encuentra ubicado en las coordenadas 36°55′38″N 121°50′40″O / 36.92722, -121.84444.